# Лепихин, Василий Андреевич
Васи́лий Андре́евич Лепи́хин (15 апреля 1985 года, Челябинск, Россия) — российский боксёр-профессионал, выступавший в полутяжёлой весовой категории. Чемпион России (2008). Обладатель титулов чемпиона по версиям WBO Oriental и WBA PABA, временного чемпиона WBC Eurasia Pacific Boxing Council (2016) в полутяжёлом весе.
Наилучшая позиция в мировом рейтинге: 20-й.

## Биография
Василий Лепихин родился 15 апреля 1985 года в городе Челябинск. Активно заниматься боксом начал с детства, проходил подготовку под руководством собственного отца Андрея Юрьевича Лепихина.

## Профессиональная карьера
Профессиональную карьеру боксёра Василий Лепихин начал в ноябре 2005 года.
В 2008 году завоевал титул чемпиона России в полутяжелом весе.
В 2009 году завоевал титул чемпиона Балтийского Боксёрского Союза (BBU) в полутяжелом весе.

### Завоевание титула чемпиона WBO Oriental и WBA PABA
9 августа 2014 года состоялся первый бой Василия Лепихина в США с новозеландским боксёром имеющим репутацию нокаутера Робертом Берриджем. Лепихин с первого раунда захватил инициативу и начал теснить Берриджа, нанося отличные удары по корпусу и умело перемещаясь. Во втором раунде Лепихин отправил своего соперника в нокдаун и продолжал наращивать своё преимущество. В пятом раунде, после ещё двух нокдаунов, поединок был остановлен.

### Завоевание титула чемпиона WBC Eurasia Pacific Boxing Council
15 ноября 2016 года в Екатеринбурге досрочно победил Константина Питернова (20-10) и завоевал пояс временного чемпиона WBC Eurasia Pacific Boxing Council в полутяжёлом весе.

## Статистика боёв
В таблице перечислены результаты всех поединков боксёров.
В каждой строке указан результат поединка. Дополнительно номер поединка обозначен цветом, который обозначает итог поединка. Расшифровка обозначений и цветов представлена в нижеследующей таблице.
| Пример | Расшифровка                     |
| ------ | ------------------------------- |
|        | Победа                          |
|        | Ничья                           |
|        | Поражение                       |
|        | Планируемый поединок            |
|        | Поединок признан несостоявшимся |
| КО     | Нокаут                          |
| ТКО    | Технический нокаут              |
| PTS    | Решение судей (по очкам)        |
| UD     | Единогласное решение судей      |
| MD     | Решение большинства судей       |
| SD     | Раздельное решение судей        |
| RTD    | Отказ от продолжения боя        |
| DQ     | Дисквалификация                 |
| NC     | Поединок признан несостоявшимся |

| Бой | Дата            | Соперник                    | Место проведения                             | Раундов          | Примечание                                                                                                |
| --- | --------------- | --------------------------- | -------------------------------------------- | ---------------- | --- |
| 21  | 17 декабря 2016 | Марк Чимидов (3-2-2)        | Екатеринбург-Экспо, Екатеринбург, Россия     | UD (10)          | Завоевал титул чемпиона WBC Eurasia Pacific Boxing Council в полутяжёлом весе. Счёт: 99-91, 96-94, 98-92. |
| 20  | 15 ноября 2016  | Константин Питернов (20-10) | «Дом Печати», Екатеринбург, Россия           | RTD 2 (10), 3:00 | Завоевал титул временного чемпиона WBC Eurasia Pacific Boxing Council в полутяжелом весе.                 |
| 19  | 2 апреля 2016   | Марк Чимидов (3-2-1)        | Arena, Екатеринбург, Россия                  | SD (8)           | Счёт 78-75, 75-77, 76-76.                                                                                 |
| 18  | 14 марта 2015   | Айзек Чилемба (23-2-2)      | Белл-центр, Монреаль, Канада                 | UD (10)          | Бой за вакантный титул чемпиона NABF в полутяжелом весе. Счёт: 99-91, 99-91, 100-90.                      |
| 17  | 8 ноября 2014   | Джексон Жуниор (15-0)       | Sands Bethlehem, Бетлехем, Пенсильвания, США | UD (10)          | |
| 16  | 9 августа 2014  | Роберт Берридж (24-1-1)     | Sands Bethlehem, Бетлехем, Пенсильвания, США | TKO5 (12)        | Завоевал титул нового чемпиона WBO Oriental и WBA PABA.                                                   |
| 15  | 30 ноября 2013  | Алексей Варакин (28-18-3)   | Rings, Екатеринбург, Россия                  | KO1 (8)          | |
| 14  | 13 июня 2013    | Михаил Дёмин (0-1)          | Казино Водолей, Екатеринбург, Россия         | KO1 (8)          | |
| 13  | 18 апреля 2013  | Романc Шевченко (8-11-1)    | DIVS, Екатеринбург, Россия                   | KO1 (6)          | |
| 12  | 15 мая 2010     | Фуад Мурадов (1-4-2)        | Congress Hall Yugorsky, Кабардинка, Россия   | UD (10)          | Защитил титул Чемпиона Россия в полутяжелом весе.                                                         |
| 11  | 2 июля 2009     | Роман Симаков (6-0-1)       | Дворец Спорта в Крылатском, Москва, Россия   | SD (8)           | Завоевал вакантный титул Чемпиона Балтийского Боксёрского Союза (BBU) в полутяжелом весе.                 |
| 10  | 12 марта 2009   | Андрей Симонов (3-4)        | Казино Водолей, Екатеринбург, Россия         | KO1 (6)          | |
| 9   | 3 октября 2008  | Рудольф Асатурян (8-0)      | Пирамида, Казань, Россия                     | UD (10)          | Завоевал титул Чемпиона Россия в полутяжелом весе.                                                        |
| 8   | 24 июля 2008    | Владимир Чуклин (1-12-1)    | Казино Водолей, Екатеринбург, Россия         | TKO3 (4)         | |
| 7   | 21 июня 2008    | Хайбула Маджидов (0-1)      | Зал Буревестник, Геленджик, Россия           | KO5 (6)          | |
| 6   | 13 марта 2008   | Тагир Рзаев (7-44-1)        | Казино Conti, Санкт-Петербург, Россия        | TKO6 (6)         | |
| 5   | 22 февраля 2007 | Ильяс Тарамов (1-8-1)       | Зал Европа, Краснодар, Россия                | UD (6)           | |
| 4   | 15 ноября 2006  | Роман Молдованов (0)        | Зал Европа, Краснодар, Россия                | UD (4)           | |
| 3   | 21 июня 2006    | Максим Кузнецов (0)         | Зал Европа, Краснодар, Россия                | UD (4)           | |
| 2   | 17 мая 2006     | Николай Гукасян (0)         | Зал Европа, Краснодар, Россия                | КО3 (4)          | |
| 1   | 17 ноября 2005  | Дмитрий Новак (1-1)         | Зал Европа, Краснодар, Россия                | UD (6)           | |
| Бой | Дата            | Соперник                    | Место проведения                             | Раундов          | Примечание                                                                                                |